# جون هانا (لاعب كرة قدم أمريكية)
جون هانا (بالإنجليزية: John Hannah)‏ هو لاعب كرة قدم أمريكية أمريكي، ولد في 4 أبريل 1951 في كانتون في الولايات المتحدة.

## وصلات خارجية
- جون هانا على موقع مرجع كرة القدم المحترفة.كوم (الإنجليزية)
- جون هانا على موقع IMDb (الإنجليزية)
- جون هانا على موقع الموسوعة البريطانية (الإنجليزية)
- جون هانا على موقع إن إن دي بي (الإنجليزية)